# Darkspace
Darkspace ist eine Schweizer Extreme-Metal-Band aus Bern.

## Geschichte
Die Band wurde 1999 von den Musikern Wroth, Zorgh und Zhaaral gegründet. Wroth veröffentlicht auch unter dem Namen Paysage D’Hiver Musik. Drei Jahre später erschien die Demo Dark Space −I. 2003 wurde das erste Album Dark Space I in limitierter Auflage von 500 Stück bei Haunter of the Dark veröffentlicht, 2005 das ebenso limitierte Dark Space II. 2006 wurden beide Alben von Avantgarde Music erneut veröffentlicht. 2007 arbeitete die Band an ihrem dritten Album Dark Space III, welches am 28. Mai 2008 (an dem auch das Releasekonzert in Bern stattfand) in einer limitierten, und später in einer unlimitierten Version über Avantgarde Music erschien.
Das vierte Album wurde per Morse Code für September 2014 angekündigt. Am 8. August wurde der Album Titel, das Cover und das Veröffentlichungsdatum vom Plattenlabel bestätigt. Das Album Dark Space III I wurde am 6. September veröffentlicht.
Im Oktober 2019 war die Band einer von vier Empfängern des Berner Musikpreises.
Zorgh verließ die Band im Jahr 2019.

## Stil
Darkspace ist stark vom Black Metal beeinflusst, der inhaltliche Schwerpunkt liegt jedoch nicht auf satanischen oder misanthropischen Themen, sondern auf einer „atmosphärischen“ Beschreibung des Weltraums. Klangliche Assoziationen einer vor allem als kalt und düster interpretierten Umgebung decken sich mit dem Auftreten der Band bei Konzerten und auf der Internetpräsenz.
Neben dominanter Geräuschkulisse und sporadischem Gesang werden vereinzelt Samples aus thematisch passenden Kinoproduktionen wie Stanley Kubricks Film 2001: Odyssee im Weltraum verwendet.
Auffälliges Merkmal der Band ist ein kategorischer Verzicht auf Betitelung ihrer Werke. Neben den ausschliesslich als Dark Space genannten Alben tragen sämtliche Songs den Namen Dark und werden nur anhand von zwei Zahlen unterschieden. Die erste ist die der Veröffentlichung, die zweite, die durch einen Punkt getrennt ist, steigt chronologisch konstant an. So heisst zum Beispiel das erste Lied von Dark Space II Dark 2.8, da Dark Space I sieben Lieder enthält.

## Diskografie
- 2002: Dark Space −I (Demo)
- 2003: Dark Space I (Haunter of the Dark; limitiert auf 500; Wiederveröffentlichung 2006 durch Avantgarde Music)
- 2005: Dark Space II (Haunter of the Dark; limitiert auf 500; Wiederveröffentlichung 2006 durch Avantgarde Music)
- 2008: Dark Space III (Avantgarde Music; Digipak limitiert auf 500)
- 2014: Dark Space III I (Avantgarde Music; Digipak limitiert auf 500)
- 2024: Dark Space -II (Season of Mist)